# Vandalur
Vandalur é uma vila no distrito de Kancheepuram, no estado indiano de Tamil Nadu.

## Geografia
Vandalur está localizada a 12° 53′ N, 80° 05′ L. Tem uma altitude média de 50 metros (164 pés).

## Demografia
Segundo o censo de 2001, Vandalur tinha uma população de 13,311 habitantes. Os indivíduos do sexo masculino constituem 54% da população e os do sexo feminino 46%. Vandalur tem uma taxa de literacia de 79%, superior à média nacional de 59.5%: a literacia no sexo masculino é de 85% e no sexo feminino é de 72%. Em Vandalur, 11% da população está abaixo dos 6 anos de idade.